# Palazzi di San Marco
Lista dei palazzi del sestiere di San Marco a Venezia di rilevanza storica e/o architettonica.

## Lista

Ca' Loredan

Nome, Numero Anagrafico ed eventuale altra denominazione:
- Ala Napoleonica (72-78)[1][2][3][4] o Procuratie Nuovissime[5] o Fabbrica Nuova[1][6]
- Ca' Bortoluzzi Grillo (N.A. 4590)[1]
- Ca' del Duca (N.A. 3051-3052)[5][1][7][8][4][9]
- Ca' Faccanon (N.A. 5016)[10] o Palazzo Giustinian Faccanon[5][1][11][4] o Palazzo Giustinian[12]
- Ca' Farsetti (N.A. 4136)[1][13][4][14][15] o Palazzo Dandolo Farsetti[3][7][8] o Palazzo Farsetti[5][12][16]
- Ca' Giustinian (N.A. 1364)[1][12][16][4][14] o Palazzo Giustinian Morosini[8][17][13][9]  o Palazzo Giustinian[5][7][15]

- Ca' Loredan (N.A. 4137)[14] o Palazzo Loredan[16][1][12][18][7][4] o Palazzo Corner Loredan[3][8][9]  o Palazzo Corner Piscopia, Loredan[5][13][17]
- Casa Barocci (N.A. 3878a)[5][1][8]
- Casa De Spirt[8]
- Casa Sezanne (N.A. 3202)[8][9]  o Casa Franceschini[1] o Casa Francheschinis[5]
- Casa Marinoni[8]
- Casa Narisi (N.A. 3883-3886)[1][4]
- Casa Salom[8]
- Casa Stecchini (N.A. 2724-2726)[1][7][8][4]
- Casa Tornielli (N.A. 3905)[5][7][1][8]
- Casina delle Rose (N.A. 2709)[1][7][16][4][9]  o Casetta Rossa[5] o Casina Rossa[9]
- Casino Venier (4939)[5] o Ridotto della Procuratessa Venier[1]
- Corpo di Guardia dell'Ascensione (1241[1] o Corpo di Guardia[4]
- Fondaco Marcello (N.A. 3415)[16] o Fondaco dell'Arte[19]
- Fontego dei Tedeschi (N.A. 5554)[8][7][1][16][4][9]  o Fondaco dei Tedeschi[5]
- Fonteghetto della Farina (N.A. 1324a)[5][8] o Fontegheto della Farina[1] o Fondaco della Farina[7] o Capitaneria di Porto[4]
- Hotel Bauer Palazzo (N.A. 1459)[16][20] o Hotel Bauer Grünwald[1][8][4] o Edificio dell'Hotel Bauer[5]
- Hotel Danieli o Palazzo Dandolo
- Hotel San Fantin (N.A. 1930a)[5]
- Libreria (13a)[7][21] o Libreria Sansoviniana[16][4] o Libreria di San Marco[5][3] o Libreria Sansoviniana o Marciana[1]  o Biblioteca Marciana[9]
- Loggetta[5][16][1][7][4]
- Palazzo Anzeleri (N.A. 413)[5]
- Palazzo Badoer Tiepolo (N.A. 2161)[5][8][11] o Palazzo Tiepolo[1][7][4]
- Palazzo della Banca Nazionale del Lavoro (N.A. 1117)[5]
- Palazzo del Banco di Napoli (N.A. 1121)[5]
- Palazzo Barbarigo (N.A. 2499)[5][1][8][7]
- Palazzo Barbaro a San Bartolomeo (N.A. 5281-5282)[5]
- Palazzo Barbaro a San Vidal (N.A. 2840)[13][18][12][3][5] o Palazzo Barbaro Curtis[11]; alcuni distinguono due palazzi:
  - Palazzo Barbaro[8][1] o Palazzo Barbaro Curtis[7][9]  (XV secolo)
  - Palazzo Barbaro[8][1][4][7] (XVII secolo)
- Palazzo Barbaro a Santo Stefano (N.A. 2947)[5][4]
- Palazzo Basadonna (N.A. 1830)[5]
- Palazzo Bellavite (N.A. 2760)[5][1] o Palazzo Bellavite Baffo[11]
- Palazzo Bembo (N.A. 4792)[5][1][13][11][17][8][7][12][4]
- Palazzo Benzon Foscolo (N.A. 2819)[5][7][8][4]
- Palazzo Bernardo Baglioni (N.A. 4860/4866)[5]
- Palazzo Bianca Cappello
- Palazzo della Borsa e della Camera di Commercio (N.A. 2032-2034)[1][4]
- Palazzo della Cassa di Risparmio (N.A. 4216)[5][1] o Palazzo della Cassa di Risparmio di Venezia[4]
- Palazzo Cavalli (N.A. 4089)[5][14][15] o Palazzo Corner Martinengo Ravà[1][7] o Palazzo Corner Martinengo[8]
- Palazzo Cavalli-Franchetti (N.A. 2847)[1][7][22][4][15] o Palazzo Franchetti[5][16][9]  o Palazzo Gussoni Cavalli Franchetti[13][8] o Palazzo Cavalli[12]
- Palazzo Chiodo (N.A. 2715)[5][7]
- Palazzo Civran Badoer Barozzi (N.A. 2887)[5][8] o Palazzo Civran Badoer[7] o Casa Civran Badoer[1]
- Palazzo Cocco (N.A. 1659)[5] o Palazzo Cocco Molin[15]
- Palazzo Contarini a San Beneto (N.A. 3980)[5][11][12][1] o Palazzo Contarini Mocenigo[14]
- Palazzo Contarini a Santa Maria Zobenigo (N.A. 2307)[5][8][1] o Palazzo Venier Contarini[7]
- Palazzo Contarini del Bovolo (N.A. 4299)[5][1][11][23][4] o Palazzo Contarini dal Bovolo[3][13][16]
- Palazzo Contarini delle Figure (N.A. 3327)[13][18][8][7][17][4][9]  o Palazzo Contarini dalle Figure[5][1][12][15]

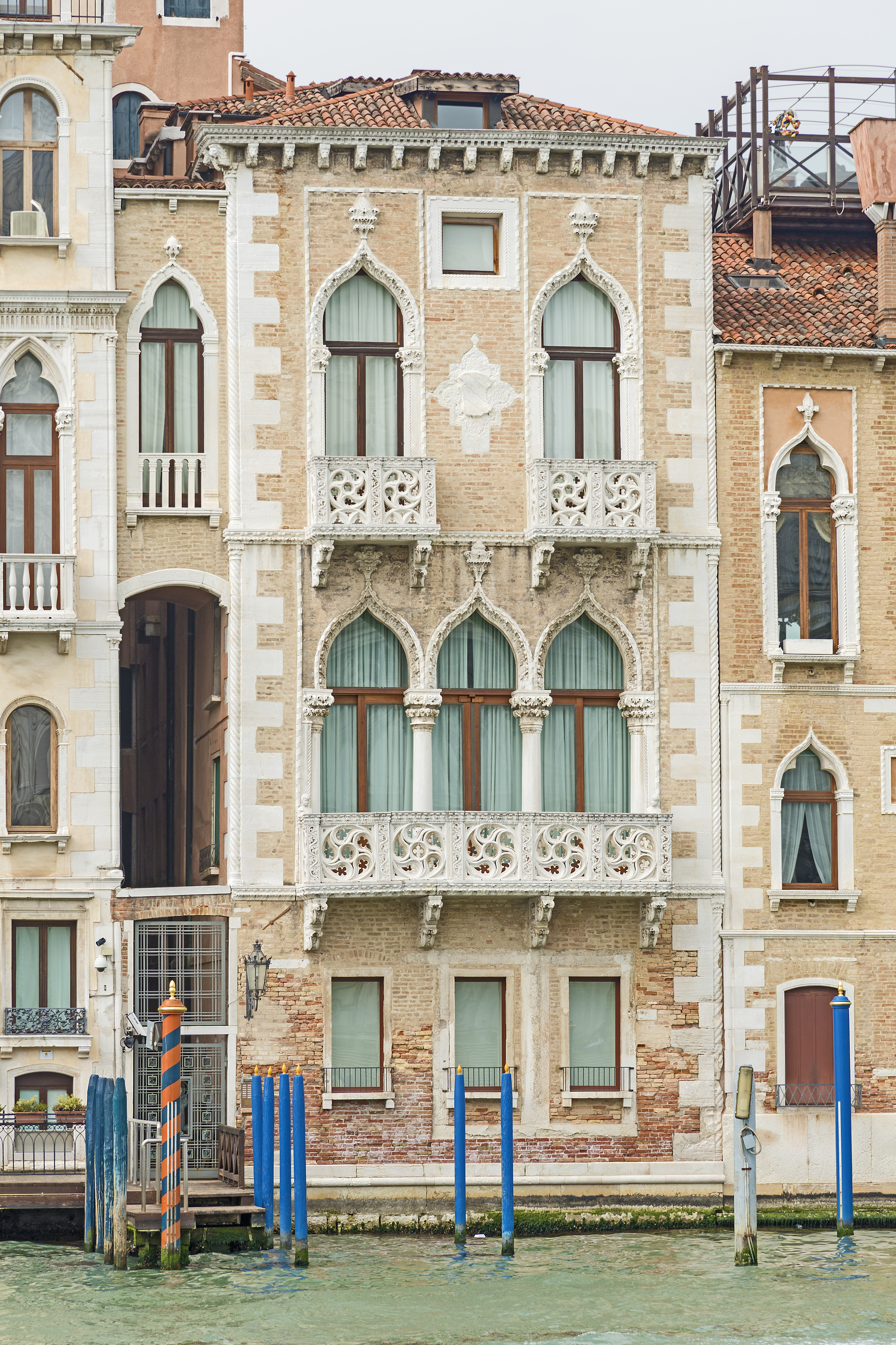
Palazzo Contarini Fasan

- Palazzo Contarini Fasan (N.A. 2307)[5][1][13][18][8][7][17][11][4][16]
- Palazzo Corner Contarini dei Cavalli (N.A. 3978)[5][8][7][11][14] o Palazzo Corner Contarini dai Cavalli[1]  o Palazzo Corner dei Cavalli[9]
- Palazzo Corner della Ca' Granda (N.A. 2662)[24][5][1][3][13][18][7][8][17][9]  o Palazzo Corner della Ca' Grande[12] o Cà Corner della Ca' Granda[4] o Ca' Corner[16]
- Palazzo Corner Gheltoff (N.A. 3378)[5][1] o Palazzo Corner Gheltof[8] o Palazzo Corner Gheltoff Alverà[7]
- Palazzo Corner Spinelli (N.A. 3877)[5][1][13][18][12][8][17][25][4][9][15]  o Palazzo Lando Corner Spinelli[7]
- Palazzo Curti Valmarana (N.A. 3901-3902a)[5][1][7][8]
- Palazzo Da Lezze (N.A. 3311)[5][1][7][8]
- Palazzo Da Ponte (N.A. 2746)[5][1][11][12]
- Palazzetto Dandolo (N.A. 4168)[5][7][8][1][4]
- Palazzo Dandolo (N.A. 4172)[5][8]
- Palazzo D'Anna Viaro Martinengo Volpi di Misurata (N.A. 3946-3948)[8][13] o Palazzo Viaro Martinengo Volpi[7] o Palazzo Talenti D'Anna Volpi[5] o Palazzo D'Anna[17] o Palazzo Martinengo[1][4] o Palazzo Martinengo Volpi di Misurata[9] o Palazzo D'Anna Martinengo Volpi di Misurata[15]
- Palazzo Dolfin Manin (N.A. 4799)[5][1][7][18][8][4][9][15]  o Ca' Dolfin Manin[13][17] o Palazzo Manin[12]
- Palazzo Donà (N.A. 383)[5]
- Palazzo Ducale (N.A. 1-2)[5][1][3][7][4][9][15]
- Palazzo Duodo a San Fantin (N.A. 1887-1888)[5][1][13]
- Palazzo Duodo a Sant'Angelo (N.A. 3584)[11]
- Palazzo Duodo Balbi Valier (N.A. 2506)[5] o Palazzo Duodo[15]
- Palazzo Erizzo Nani Mocenigo (N.A. 3316-3319)[5][7][8] o Palazzo Nani Mocenigo[1]
- Palazzo Falier (N.A. 2906-2913)[1][3][23][4][15]  o Palazzo Falier Canossa[5][7][8][13][17][9]
- Palazzo Ferro Fini (N.A. 2340)[26], solitamente distinto in:
  - Palazzo Flangini Fini[5][1][7][4] o Palazzo Fini[12] o Palazzo Contarini Flangini Fini[13][8]
  - Palazzo Manolesso Ferro[8][1][12][4] o Palazzo Morosini Ferro Manolesso[5] o Palazzo Manolesso[7]
- Palazzo Fortuny (N.A. 3958)[1][13][4][27] o Palazzo Pesaro degli Orfei[5][12] o Palazzo Pesaro Orfei Fortuny[3] o Palazzo Pesaro degli Orfei - Fortuny[15]  o Palazzo Fortuny (Pesaro degli Orfei)[16]
- Palazzo Gaggia (N.A. 2207)[5][8]
- Palazzo Garzoni (N.A. 3417)[5][1][7][8][11][4]
- Palazzo Giustinian Lolin (N.A. 2893)[5][1][7][8][13][17][18][16][28][29][4][9][15]
- Palazzo Grassi (N.A. 3231)[5][1][13][8][3][7][12][30][4][9]
- Palazzo Grimani a Santa Maria Zobenigo (N.A. 2473-2474)[5]
- Palazzo Grimani di San Luca (N.A. 4041)[5][1][13][18][12][8][7][14][4][9][15]
- Palazzo Gritti (N.A. 3832)[1][4] o Palazzo Gritti Morosini[5]
- Palazzo Gritti Moroni (N.A. 2546/2557)[5]
- Palazzo Jubanico (N.A. 2516)[5]
- Palazzo Lando (N.A. 4935)[5]
- Palazzo Loredan (N.A. 2945)[31][5][1][3][12][4][32][15]
- Palazzo Malipiero a San Samuele (N.A. 3073-3080 e 3198-3201)[1][8][13][4] o Palazzo Cappello Malipiero Barnabò[5][11] o Palazzo Malipiero Cappello[7] o Palazzo Soranzo Cappello Malipiero Barnabò
- Palazzo Malipiero a Santa Maria Zobenigo (N.A. 2513)[5][1][11][4]
- Palazzo Marcello (N.A. 3666)[5][1] o Palazzo Moro Marcello[11]
- Palazzo Marin (N.A. 2540-2541)[11]
- Palazzo Marin Contarini (N.A. 2488)[5][8][15]  o Palazzo Venier Contarini[7]
- Palazzo Martinengo a Sant'Angelo (N.A. 3911-3918)[5]
- Palazzo Martinengo a Santo Stefano (N.A. 3482)[5]
- Palazzo Michiel (N.A. 3907)[5]
- Palazzo Michiel Alvisi (N.A. 2207)[5][7] o Palazzo Giustinian Micheli Alvisi[8]
- Palazzo Minotto (N.A. 2504)[5][8][7][1] o Palazzo Minotto Barbarigo[11]
- Palazzi Mocenigo[12][7][4] o Case dei Mocenigo[18], a volte distinti in:
  - Palazzo Mocenigo (Casa Vecchia) (N.A. 3328)[1][13][8] o Palazzo Mocenigo (Ca' Vecchia)[5]
  - Palazzo Mocenigo[8] o Palazzi Mocenigo[1] o Palazzo Mocenigo detto "il Nero"[13]
  - Palazzo Mocenigo (Casa Nuova) (N.A. 3348)[1][13][8][9]  o Palazzo Mocenigo (Ca' Nova)[5]
- Palazzo Mocenigo (N.A. 2465)[5]
- Palazzo Molin del Cuoridoro a San Marco
- Palazzo Molin a San Fantin (N.A. 1827)[5][12][15]
- Palazzo Molin a San Maurizio (N.A. 2757-2758)[5][1][11]
- Palazzo Molin a San Zulian (N.A. 783)[5]

- Palazzo Moro (N.A. 5309-5310)[5][1][4]
- Palazzo Moro Lin (N.A. 3242)[5][1][13][12][18][8][7][4]

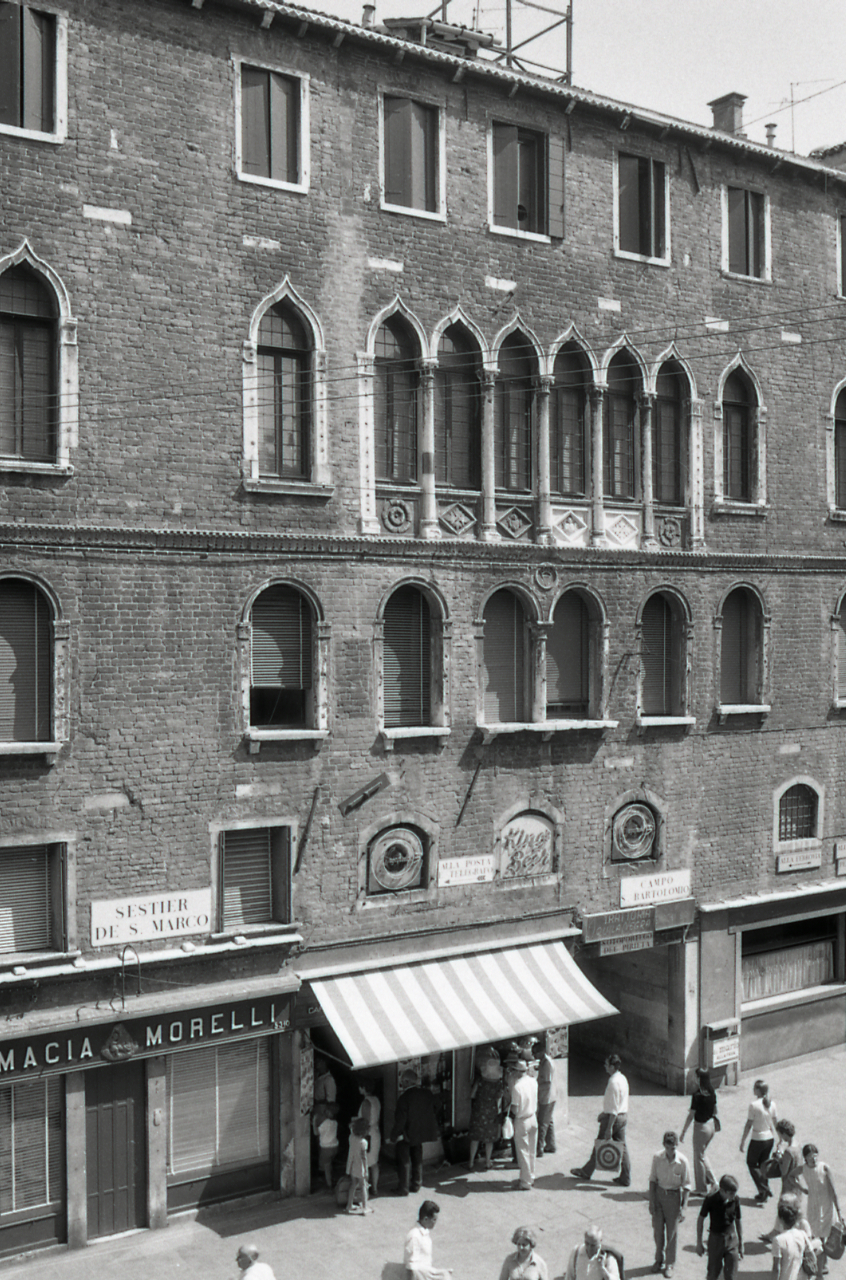
Palazzo Moro a San Salvador, Venezia. Foto di Paolo Monti, 1969.

- Palazzo Morosini (N.A. 2803)[5][1][12][4] o Palazzo Morosini Gatterburg[11]
- Palazzo Nervi-Scattolin[33]
- Palazzo Paruta (N.A. 3522/3824)[5]
- Palazzo Patriarcale (N.A. 318)[5][1][4]
- Palazzetto Pisani (N.A. 2814)[5][3][8]; è parte di Palazzo Pisani a Santo Stefano per[1][7]
- Palazzo Pisani a San Samuele (N.A. 3395)[5][1][11]
- Palazzo Pisani a Santo Stefano (N.A. 2809)[5][3][13][12][16][1][7][4][15]
- Palazzo Pisani Gritti (N.A. 2467)[5][7][8][13][12][17][16] o Palazzo Gritti[1][4] o Palazzo Gritti Pisani[11]
- Palazzetto Pisani Revedin (N.A. 4013a)[5]
- Palazzo Quartieri (N.A. 430)[5]
- Palazzo Querini (N.A. 3431)[5][1]
- Palazzo Querini Benzon (N.A. 3927)[5][13][8][17] o Palazzo Benzon[11][1][4] o Palazzo Benzon Querini[7]
- Palazzetto Rossini (N.A. 1828)[5]
- Palazzo Rota (N.A. 834)[5][11][16]
- Palazzo Salvadori Tiepolo (N.A. 1979-1982/1997)[5] o Casa Molin[1]
- Palazzo Sandi (N.A. 3870)[5][1][4] o Palazzo Sandi Porto Cipollato[11]
- Palazzo Sanudo (N.A. 1626)[34]
- Palazzo del Selvadego (N.A. 1238)[35]Albergo del Selvadego[1][4] o Palazzo Selvadego[5]
- Palazzo Succi (N.A. 2716)[1][7] o Casa Succi[8]
- Palazzo Tecchio Mamoli (N.A. 3055)[5][8]
- Palazzetto Tito (N.A. 3478b)[5] o Casa Tito[8]
- Palazzo Treves de Bonfili (N.A. 2156)[1][4] o Palazzo Barozzi Emo Treves de Bonfili[5][11] o Palazzo Barozzi Corner Emo Treves de Bonfili[8] o Palazzo Emo Treves de Bonfili[7] o Palazzo Barozzi[12]
- Palazzo Trevisan Pisani (N.A. 3831)[1][4][15]  o Palazzo Pisani[5]
- Palazzo Tron a San Beneto (3950)[5][1][8][4]; forma con Palazzetto Tron Memmo i Palazzi Tron per[7]
- Palazzo Tron a San Gallo (N.A. 1126)[5]
- Palazzetto Tron Memmo (3950)[5][8] o Palazzetto Tron[1]  o Palazzetto Memmo[9]; forma con Palazzo Tron a San Beneto i Palazzi Tron per[7]
- Palazzo Vallaresso Erizzo (1332)[5][7] o Casa Vallaresso Erizzo[8] o Palazzo Dandolo[1][4] Albergo Monaco Gran Canal[1] Ridotto[36]
- Palazzo Valmarana (4091)[14] o Palazzo Corner Valmarana[5][1][8][7]
- Palazzo Venier Contarini (2469)[5][8] o Palazzo Marin Contarini[7]
- Palazzetto del Veronese (3338)[5]
- Palazzo Vignola (515)[11]
- Palazzo Zaguri (2668)[5][1][11][12][14]
- Procuratie Nuove (42-70)[16][1][3][5]
- Procuratie Vecchie (79-143)[16][1][3][5]
- Scuola degli Albanesi (N.A. 2762)[37][1][38][39][4] o Scuola di Santa Maria e San Gallo, degli Albanesi[5]
- Scuola dei Calegheri tedeschi (N.A. 3127-3133)[38] o Scuola dell'Annunziata, dei Lavoranti calegheri tedeschi[5] o Scuola dei Calegheri[1]
- Scuola dei Fabbri (N.A. 1455)[38][1] o Scuola di Sant'Eligio dell'Arte dei Fabbri[5]
- Scuola dei Marangoni (N.A. 3268)[38] o Scuola di San Giuseppe, dell'Arte dei Marangoni da Case[5]
- Scuola dei Marzieri (N.A. 615)[38]
- Scuola dei Mureri (N.A. 3216)[1][37][38]
- Scuola del Santissimo Sacramento in Parrocchia di San Moisè (N.A. 1456)[38] o Scuola del Santissimo[5]
- Scuola della Beata Vergine della Consolazione detta della Cintura (N.A. 3464a)[38]
- Scuola di Santo Stefano (N.A. 3467)[38][1][5][37]
- Scuola Grande di San Fantin (N.A. 1897)[38][1] o Scuola di San Fantin[37][4] o Scuola di San Fantin detta della Buona Morte[5] o Scuola di San Fantin[16][40]
- Scuola Grande di San Teodoro (N.A. 4811)[38][1][5][4][16] o Scuola di San Teodoro[37][39]
- Torre dell'orologio (N.A. 146-147)[1][5][41][16][4]
- Venice Pavilion ([16] o Coffee House[5][1]
- Zecca (7)[1][21][7][4] o Palazzo della Zecca[5]